# Charles' Fort
Charles' Fort är en ö i Bermuda (Storbritannien).   Den ligger i parishen St. George's, i den östra delen av landet, 12 km öster om huvudstaden Hamilton.